# Saint Ignace, Michigan
Saint Ignace este o localitate, municipalitate și sediul comitatului Mackinac, statul Michigan, Statele Unite ale Americii.